# Bateria Beltway
Uma bateria Beltway é uma tecnologia de baterias de íons-lítio inventada por pesquisadores do Massachusetts Institute of Technology (MIT).
A bateria Beltway utiliza um sistema de desvio que permite aos íons de lítio entrar e sair da bateria a uma velocidade alta o suficiente para carregar por completo a bateria em menos de um minuto. Os cientistas descobriram que cobrindo um vidro com partículas de fosfato de ferrolítio, faz-se com que os íons os íons passem pelos canais e se movam a velocidades superiores às observadas em outras baterias. As baterias recarregáveis armazenam e descarregam a energia na forma de átomos carregados (íons) entre dois eletrodos, o cátodo e o ânodo. Esta tecnologia poderia reduzir o peso e as dimensões das baterias. Um pequeno protótipo de bateria que pode carregar e descarregar completamente entre 10 e 20 segundos foi desenvolvido, comparado com os seis minutos requeridos pelas células de baterias convencionais.